# Dusun Baru V Koto
Dusun Baru V Koto is een bestuurslaag in het regentschap Muko-Muko van de provincie Bengkulu, Indonesië. Dusun Baru V Koto telt 681 inwoners (volkstelling 2010).